# Nicolás Olivera
Pour les articles homonymes, voir Olivera.
Andrés Nicolás Olivera est un footballeur uruguayen, né le 30 mai 1978, à Montevideo.

## Biographie
En tant que milieu offensif, il fut international uruguayen à 28 reprises (1997-2006) pour 8 buts.
Il participa à la Coupe des confédérations 1997. Il fut titulaire contre les Émirats arabes unis (sa première sélection), et il inscrit son premier but à la 45e minute. Il est de nouveau titulaire contre la République tchèque et inscrit un nouveau but à la 26e minute. Il ne joue pas contre l’Afrique du Sud. En demi, contre l’Australie, il est titulaire. Pour le match pour la troisième place, il est titulaire, prend un carton jaune, et perd le match. L’Uruguay termine quatrième du tournoi. Il a inscrit deux buts dans ce tournoi.
Il participa à la Coupe du monde de football de 2002. Il ne joue aucun match dans ce tournoi. L’Uruguay est éliminé au premier tour. 
Il joua dans des clubs uruguayens (Defensor Sporting Club), espagnols (Valence CF, FC Séville, Real Valladolid, Córdoba CF et Albacete Balompié) et mexicains (Club Necaxa, CF Atlas, CF Puebla et CD Veracruz), ne remportant juste qu'une D2 espagnole en 2001 avec le Séville FC.

## Clubs
- 1996-1997 :  Defensor Sporting Club
- 1998 :  Valence CF
- 1998-2002 :  Séville FC
- 2002-2003 :  Real Valladolid
- 2003-2004 :  Córdoba CF
- 2004 :  Defensor Sporting Club
- 2005 :  Albacete Balompié
- 2005-2006 :  Defensor Sporting Club
- 2006 :  Club Necaxa
- 2007 :  CF Atlas
- 2008 :  CF Puebla
- 2008-20.. :  CD Veracruz

## Palmarès
- Championnat d'Espagne de D2
  - Champion en 2001

## Distinctions individuelles
- Ballon d'or de la Coupe du monde de football des moins de 20 ans 1997